# 紐華克 (阿肯色州)
紐華克（英語：Newark）是美国阿肯色州独立县中的一座城市。根据2000年的人口普查数据它有1219名居民。

## 地理
根据美国人口调查局的数据紐華克总面积为4.5平方公里，全部是陆地面积。

## 人口
根据2000年的人口普查紐華克有1219名居民，分500个户和345个家庭，其人口密度为每平方公里268.9人。其中96.55%是美洲白人、0.66是非裔美国人、0.98%是美洲土著人、0.49%是亚裔美国人、0.08%是太平洋土著人、1.15%是混血儿。西班牙裔或拉丁美洲裔的人占0.90%。
市内的500个户中有35.8%有18岁以下的未成年人、55.0%是结婚夫妇、10.6%是带孩子的单身妇女、31.0%不是家庭、29.0%是单身汉、18.0%有65岁以上的老年人。平均每户2.44人，每个家庭平均3.01人。
市内的人口结构为26.7%在18岁以下、8.8%在18至24岁之间、27.6%在25至44岁之间、21.5%在45至64岁之间、15.4%在65岁以上。平均年龄为36岁。女子对男子的性别比为100：87.0。成年人的性别比为100：83.6。
平均每户年平均收入为28,239美元，家庭的平均年收入为34,545美元。男子的平均年收入为27,404美元，女子的平均年收入为17,692美元。人均年收入为14,392美元。9.1%的家庭和14.2%的人口生活在贫困线以下，其中包括18.5%的未成年人和20.1%的老年人。

## 坐标位置
35°42′9″N 91°26′41″W / 35.70250°N 91.44472°W